# Josef Rommerskirchen

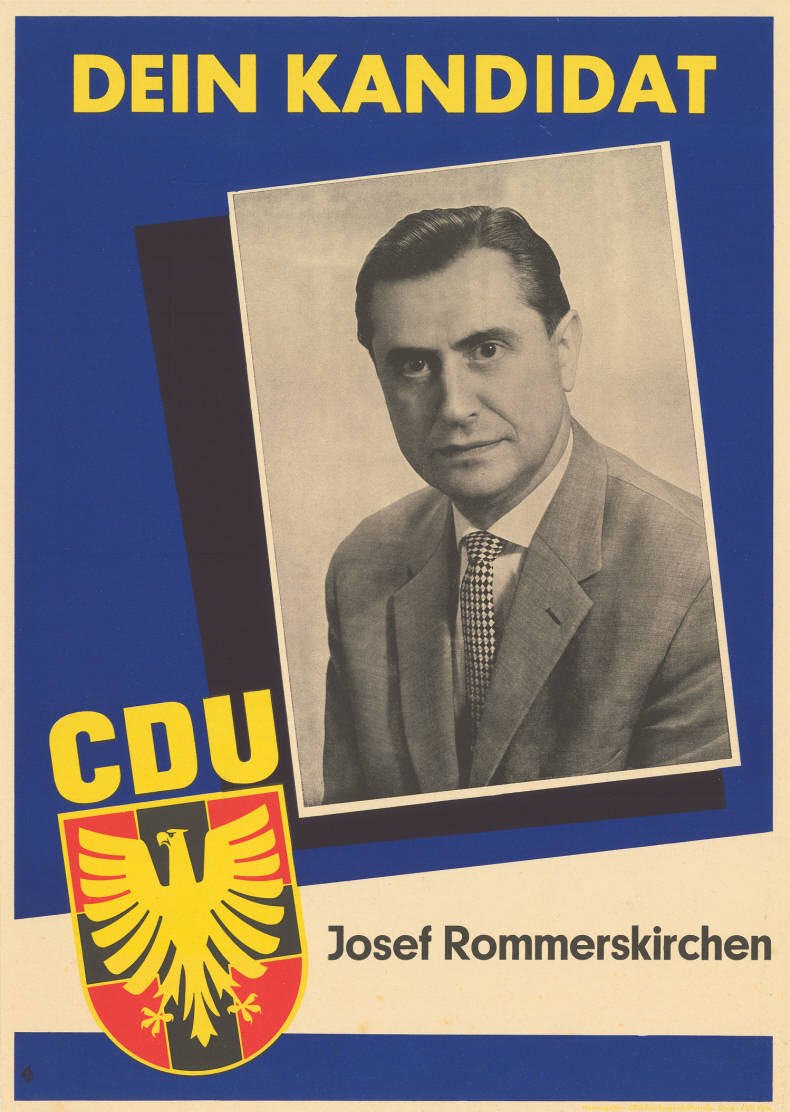
Kandidatenplakat zur Landtagswahl 1954

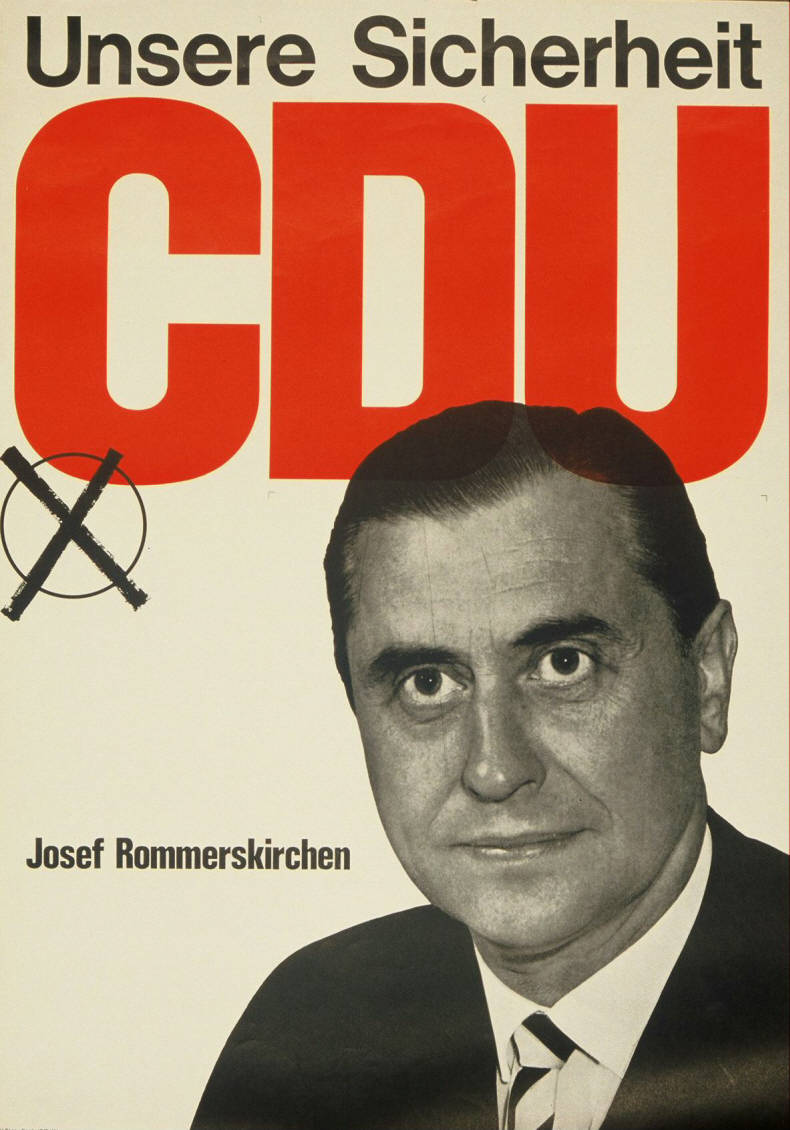
Kandidatenplakat zur Bundestagswahl 1965

Josef Rommerskirchen (* 16. Februar 1916 in Odenkirchen; † 9. März 2010 in Wachtberg-Niederbachem) war ein deutscher Publizist, Verbandsfunktionär und Politiker (CDU).

## Leben
Josef Rommerskirchen verbrachte seine Kindheit und Jugend in Mönchengladbach. Dort wurde er 1933 als bekennender Katholik zum Abgang vom Gymnasium gezwungen. Trotzdem blieb er Mitglied des Katholischen Jungmännerverbandes, bis dieser 1938/39 von den Nationalsozialisten gleichgeschaltet wurde. Er absolvierte von 1933 bis 1935 eine Handelslehre in Mönchengladbach und war nach einer Ausbildung in publizistischer Tätigkeit beim Verlag Jugendhaus Düsseldorf für die Zeitschrift „Am Scheidewege“ tätig. Ab 1937 leistete er den Reichsarbeitsdienst ab. Von 1939 bis 1945 nahm er als Soldat am Zweiten Weltkrieg teil, zuletzt als Reserveoffizier und Bataillonskommandeur. Bei Kriegsende geriet er in französische Gefangenschaft, aus der er 1947 entlassen wurde. Als Kriegsgefangener war Rommerskirchen von Juli 1946 bis Februar 1947 Seminarist im so genannten Stacheldrahtseminar von Chartres, welches zwischen 1945 und 1947 von Abbé Franz Stock als Regens geleitet wurde. 1946/47 war er Leiter der Kriegsgefangenenzeitung Licht im Dunkel.
Rommerskirchen zählte 1947 zu den Gründern des Bundes der Deutschen Katholischen Jugend (BDKJ) und war bis 1952 dessen Vorsitzender. Als Mitgründer war er von 1949 bis 1952 Vorsitzender des Deutschen Bundesjugendrings (DBJR). Des Weiteren leistete er aktive Mitarbeit in der Europäischen Bewegung International und in verschiedenen internationalen Institutionen. Von 1952 bis 1960 war er zunächst Referatsleiter und von 1976 bis 1981 dann Direktor der Bundeszentrale für politische Bildung. Außerdem war er von 1982 bis 1992 Vorstandsvorsitzender der Stiftung Bundeskanzler-Adenauer-Haus in Rhöndorf. Bei der Bundeswehr erreichte er zudem den Rang eines Obersts der Reserve.
Sein Sohn Jörg Rommerskirchen (* 23. Oktober 1941 in Essen) ist ein deutscher Ökonom und war Staatssekretär im Berliner Senat.

## Politik
Josef Rommerskirchen war seit 1953 Mitglied der CDU und gehörte als Nachrücker für den ausgeschiedenen Abgeordneten Johannes Brüns vom 12. Dezember 1960 bis 1976 dem Deutschen Bundestag an.  Er war zunächst über die Landesliste Nordrhein-Westfalen ins Parlament eingezogen. Von 1961 bis 1976 vertrat er dort den Wahlkreis Neuss – Grevenbroich I.

## Ehrungen
- 1972: Verdienstkreuz 1. Klasse der Bundesrepublik Deutschland
- 1976: Großes Verdienstkreuz der Bundesrepublik Deutschland
- 2003 wurde er von der CDU Wachtberg für seine 50-jährige Mitgliedschaft geehrt.